# Ulrich Knickrehm
Ulrich Knickrehm (* 1955 in Kleve) ist ein deutscher Politiker und seit 2015 Bürgermeister der Stadt Goch.

## Leben
Knickrehm wuchs in Goch auf. Er besuchte die Volksschule in Goch und absolvierte 1974 sein Abitur am Gocher Gymnasium. Daraufhin studierte er Rechtswissenschaften an der Rheinischen Friedrich-Wilhelms-Universität Bonn. Nach seinem Studium arbeitete er als Rechtsanwalt in Bonn. 1986 wurde Knickrehm zum Richter am Landgericht Kleve ernannt und 2000 zum Vorsitzenden Richter berufen.
Knickrehm ist verheiratet und hat zwei Töchter.

## Politik
Knickrehm ist Mitglied der Wählergruppe BürgerForum Goch. Von 2007 bis 2015 war er Fraktionsvorsitzender der Ratsgruppe im Gocher Stadtrat.
Bei der Kommunalwahl in NRW 2015 wurde er in einer Stichwahl am 27. September 2015 zum Bürgermeister von Goch gewählt und 2020 im ersten Wahlgang in seinem Amt bestätigt.